# Colonia Bulgară

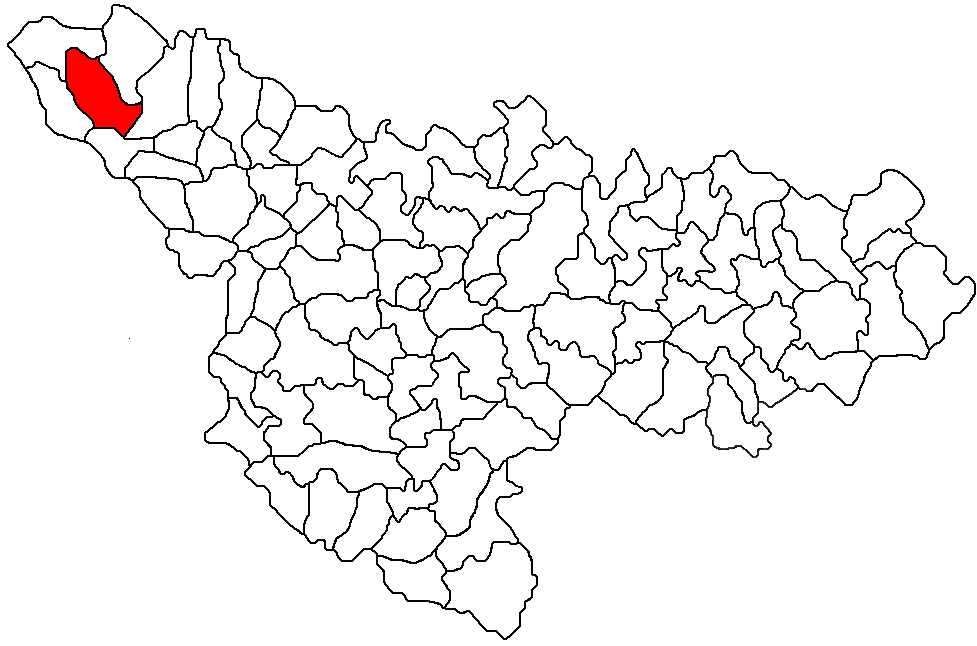
Lage der Gemeinde Dudeștii Vechi im Kreis Timiș

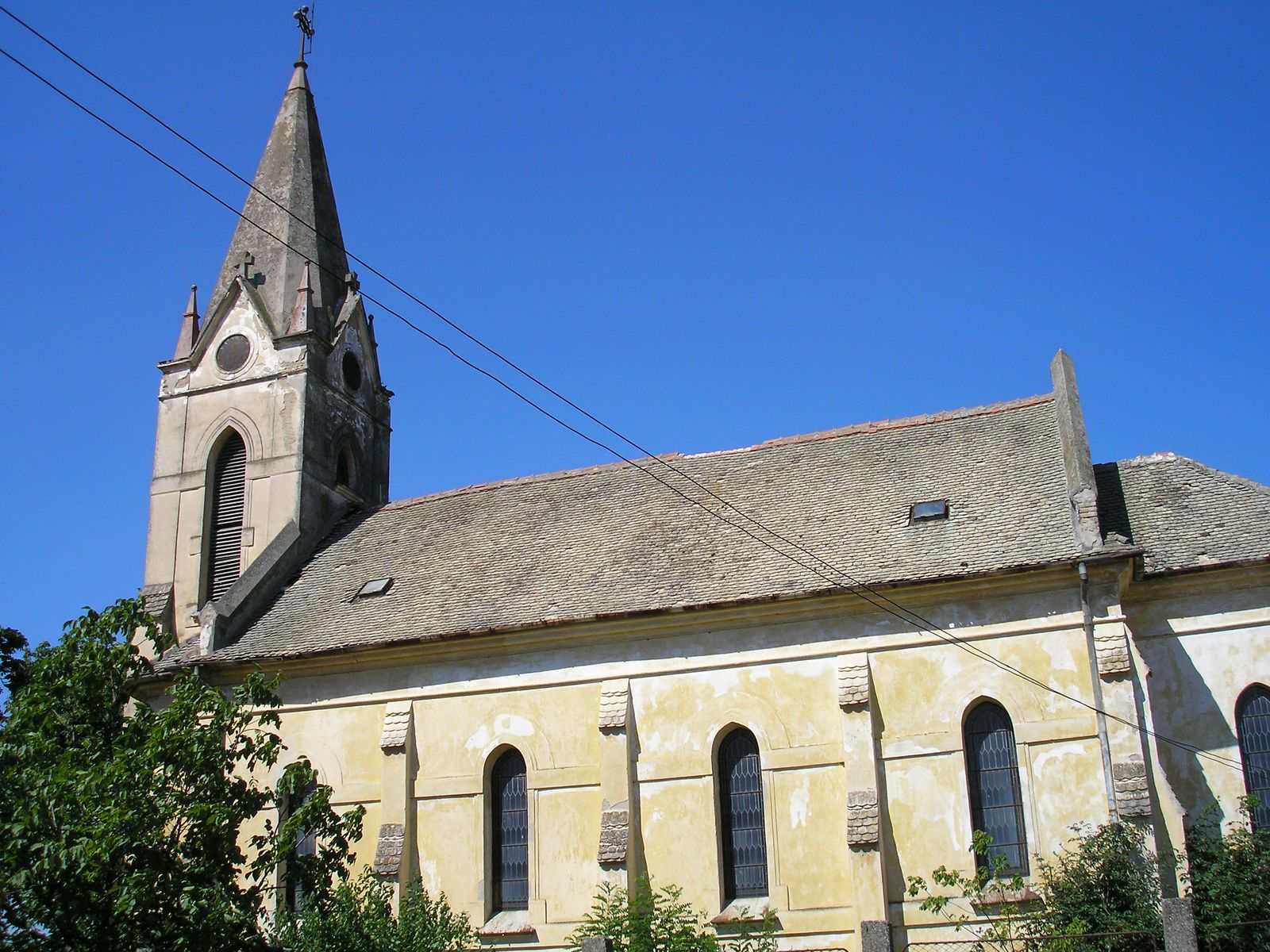
Kirche in Colonia Bulgară

Colonia Bulgară (auch Telepa; deutsch Bulgarische Kolonie, ungarisch Bolgartelep auch Telepa) ist ein Dorf im Kreis Timiș, Banat, Rumänien. Colonia Bulgară ist mehrheitlich von Banater Bulgaren bewohnt und gehört zur Gemeinde Dudeștii Vechi.

## Geografische Lage
Colonia Bulgară liegt im äußersten Westen Rumäniens, nahe der Grenze zu Serbien und Ungarn.

## Nachbarorte
| Cherestur | Ungarn                                      | Cheglevici      |
| Serbien   | Kompassrose, die auf Nachbargemeinden zeigt | Sânnicolau Mare |
| Serbien   | Vălcani                                     | Dudeștii Vechi  |

## Geschichte
Telepa wurde 1845 durch die Ansiedlung von römisch-katholischen Bulgaren aus Dudeștii Vechi gegründet. Die ungarischen Grundherren warben um Siedler zum Bearbeiten ihrer Tabakplantagen. 1852 wurde eine katholische Kapelle und 1912 die heutige katholische Kirche erbaut. Später ließen sich auch Ungarn und einige Deutsche hier nieder.
Nach dem Österreichisch-Ungarischen Ausgleich (1867) wurde das Banat dem Königreich Ungarn innerhalb der Doppelmonarchie Österreich-Ungarn angegliedert. Die ungarische Ortsbezeichnung war Bolgartelep (deutsch: Bulgarische Kolonie). 
Der Vertrag von Trianon am 4. Juni 1920 hatte die Dreiteilung des Banats zur Folge, wodurch das Dorf an das Königreich Rumänien fiel. Die rumänische Ortsbezeichnung ist Colonia Bulgară.
Infolge des Waffen-SS Abkommens vom 12. Mai 1943 zwischen der Antonescu-Regierung und Hitler-Deutschland wurden alle deutschstämmigen wehrpflichtigen Männer in die deutsche Armee eingezogen.
Dafür mussten die Deutschen aus Rumänien nach dem Seitenwechsel Rumäniens am 23. August 1944 büßen.  
Noch vor Kriegsende, im Januar 1945, fand die Deportation aller volksdeutschen Frauen zwischen 18 und 30 Jahren und Männer im Alter von 16 bis 45 Jahren zur Aufbauarbeit in die Sowjetunion statt.
Das Bodenreformgesetz vom 23. März 1945, das die entschädigungslose Enteignung der deutschen Bauern, als ehemalige Angehörige der Deutschen Volksgruppe in Rumänien, vorsah, entzog der ländlichen Bevölkerung die Lebensgrundlage. Gleichzeitig wurden auch die Häuser der Deutschen entschädigungslos enteignet. Boden und Bauernhäuser wurden an Kleinbauern, Landarbeiter und Kolonisten aus anderen Landesteilen verteilt. 
Durch das Nationalisierungsgesetz vom 11. Juni 1948, das die Verstaatlichung aller Industrie- und Handelsbetriebe, Banken und Versicherungen vorsah, fand die Enteignung aller Wirtschaftsbetriebe statt. Anfang der 1950er Jahre wurde die Kollektivierung der Landwirtschaft vollzogen.
Da die Bevölkerung entlang der rumänisch-jugoslawischen Grenze von der rumänischen Staatsführung nach dem Zerwürfnis Stalins mit Tito und dessen Ausschluss aus dem Kominform-Bündnis als Sicherheitsrisiko eingestuft wurde, erfolgte am 18. Juni 1951 die Deportation in die Bărăgan-Steppe unabhängig von der ethnischen Zugehörigkeit. Die rumänische Führung bezweckte zugleich den einsetzenden Widerstand gegen die bevorstehende Kollektivierung der Landwirtschaft zu brechen. Als die Bărăganverschleppten 1956 heimkehrten, erhielten sie die 1945 enteigneten Häuser und Höfe zurückerstattet. Der Feldbesitz wurde jedoch kollektiviert.

## Demografie
| 1880 | 508 | 1  | 11  | 67  | 429 |
| 1910 | 725 | 6  | 175 | 127 | 417 |
| 1930 | 830 | 13 | 338 | 123 | 356 |
| 1977 | 308 | 10 | 204 | 8   | 86  |
| 1992 | 103 | 15 | 45  | -   | 18  |
| 2002 | 34  | 17 | 10  | -   | 7   |